# کاژیمیش تالارچیک
کاژیمیش تالارچیک (لهستانی: Kazimierz Talarczyk؛ ‏ تلفظ لهستانی: [kaˈʑimjɛʂ]؛ ‏ ۲ فوریهٔ ۱۹۲۰ – ۶ مهٔ ۱۹۷۲) بازیگر اهل لهستان بود.
از فیلم‌ها یا برنامه‌های تلویزیونی که وی در آن نقش داشته‌است، می‌توان به چگونه جنگ جهانی دوم را آغاز کردم، خرده‌دهقانان، چهار تانکچی و یک سگ، قماری بالاتر از زندگی و ماجراهای میخاو اشاره کرد.